# Jack Sullivan
John "Jack" Sullivan (Cobourg, Ontario, 29 d'agost de 1870 - ?) va ser un jugador de lacrosse canadenc que va competir a principis del segle xx. El 1904 va prendre part en els Jocs Olímpics de Saint Louis, on guanyà la medalla de plata en la competició per equips de Lacrosse, com a membre de l'equip St. Louis Amateur Athletic Association, en representació dels Estats Units.